# Act II: The Meaning of, and All Things Regarding Ms. Leading
| Recensione | Giudizio |
| ---------- | -------- |
| AllMusic   |          |

Act II: The Meaning of, and All Things Regarding Ms. Leading è il secondo album in studio del gruppo musicale statunitense The Dear Hunter, pubblicato il 22 maggio 2007 dalla Triple Crown Records.

## Tracce
Testi e musiche di Casey Crescenzo.
1. The Death and the Berth – 0:38
2. The Procession – 4:58
3. The Lake and the River – 9:27
4. The Oracles on the Delphi Express – 4:17
5. The Church and the Dime – 4:56
6. The Bitter Suite 1 & 2: Meeting Ms. Leading and Through the Dime – 6:05
7. The Bitter Suite 3: Embrace – 7:44
8. Smiling Swine – 4:44
9. Evicted – 3:43
10. Blood of the Rose – 3:48
11. Red Hands – 6:06
12. Where the Road Parts – 4:28
13. Dear Ms. Leading – 4:27
14. Black Sandy Beaches – 4:12
15. Vital Vessals Vindicate – 7:07

## Formazione
Musicisti
- Casey Crescenzo – voce, chitarra acustica, chitarra elettrica, basso, pianoforte, rhodes, organo, percussioni aggiuntive, marimba
- Erick Serna – chitarra acustica, chitarra elettrica
- Phil Crescenzo – banjo
- Luke Dent – piano, organo, voce
- Sam Dent – batteria, percussioni aggiuntive, chromatics, timpano
- Krysten Heches – arpa
- Matt Tobin – violino
- Brandon Brooks, Phillip Wolf – violoncelli
- Jason Belcher – corno francese

Produzione
- Casey Crescenzo – produzione, ingegneria del suono, missaggio
- Julia Sortwell – mastering